# Kulathur
Kulathur es una  ciudad censal situada en el distrito de Tiruchirappalli en el estado de Tamil Nadu (India). Su población es de 11083 habitantes (2011).

## Demografía
Según el censo de 2011 la población de Krishnasamudram era de 11083 habitantes, de los cuales 5494 eran hombres y 5589 eran mujeres. Kulathur  tiene una tasa media de alfabetización del 79,33%, inferior a la media estatal del 80,09%: la alfabetización masculina es del 87,69%, y la alfabetización femenina del 71,17%.